# Facharzt für Herzchirurgie
Facharzt für Herzchirurgie, auch Herzchirurgin/Herzchirurg, ist in Deutschland die offizielle Bezeichnung für einen Facharzt, der sich auf die ärztliche Tätigkeit im Bereich Herzchirurgie des Gebietes Chirurgie spezialisiert hat.

## Gebiet Chirurgie
Das Gebiet Chirurgie umfasst die Vorbeugung, Erkennung, konservative und operative Behandlung, Nachsorge und Rehabilitation von chirurgischen Erkrankungen, Verletzungen und Verletzungsfolgen sowie angeborenen und erworbenen Formveränderungen und Fehlbildungen der Gefäße, der inneren Organe einschließlich des Herzens, der Stütz- und Bewegungsorgane sowie der Wiederherstellungs- und Transplantationschirurgie.

## Facharzt-Weiterbildung in Herzchirurgie
Um in Deutschland als Facharzt für Herzchirurgie tätig werden zu können, muss nach dem Abschluss eines Medizinstudiums und erteilter Approbation als Arzt eine mindestens 72 Monate dauernde Weiterbildung im Gebiet Chirurgie mit Erfolg absolviert worden sein.  Die Berechtigung zur Führung einer Facharzt-, Schwerpunkt- oder Zusatzbezeichnung wird nach einer mündlichen Prüfung von der zuständigen Landesärztekammer erteilt.
Die Weiterbildung muss an zugelassenen Weiterbildungsstätten absolviert werden: mindestens 72 Monate im Gebiet Chirurgie, davon müssen abgeleistet werden:
- 48 Monate in Herzchirurgie
- 6 Monate in der Notfallaufnahme
- 6 Monate in der Intensivmedizin.

Bis zu 12 Monate Weiterbildung können in anderen Gebieten erfolgen.
Bei der Anmeldung zur Weiterbildungsprüfung müssen der zuständigen Ärztekammer sämtliche Nachweise über die erfüllten Mindestanforderungen vorgelegt werden. Dazu gehören auch die Logbuch-Dokumentationen über alle durch die MWBO vorgegebenen Inhalte der Weiterbildung. Zur Weiterbildungsprüfung muss man darlegen, dass man über die entsprechenden Kenntnisse, Erfahrungen und Fertigkeiten im Fach verfügt.

### Inhalte der Weiterbildung
Zur Weiterbildungsprüfung muss dargelegt werden können, dass man Kenntnisse, Erfahrungen und Fertigkeiten unter anderem in folgenden Bereichen erlangt hat:
- Gemeinsame Inhalte der Facharzt-Weiterbildungen im Gebiet Chirurgie: Siehe Facharzt für Allgemeinchirurgie
- Symptomatik, Diagnostik und Therapie erworbene Erkrankungen des Herzens und der thorakalen Gefäße, insbesondere koronare Herzkrankheit, Vitien der Aorten- und Pulmonalklappe, Vitien der AV-Klappen, Aneurysmen und Dissektionen der thorakalen und thorako-abdominellen Aorta, brady- und tachykarde Rhythmusstörungen, Herztumore und Erkrankungen des Perikards, Verletzungen des Herzens und des Mediastinum, Infektionen des Herzens und der Herzklappen, Wundmanagement und stadiengerechte Wundtherapie (z. B. bei Sternuminstabilität, Mediastinitis)
- Diagnostische Verfahren in der Herzchirurgie
- Therapeutische Verfahren in der Herzchirurgie
- Operative Eingriffe ohne und mit Hilfe oder in Bereitschaft der extrakorporalen Zirkulation, wie
  - Anlage von passageren Schrittmachersonden
  - Implantation von kardialen elektronischen Geräten
  - Thorakotomie und Exploration des Situs, z. B. bei Thoraxstabilisierung, Fremdkörperexstirpation, Thoraxverletzungen, Implantatentfernung
  - Operationen an der Lunge und am angrenzenden Mediastinum in Zusammenhang mit herzchirurgischen Eingriffen
  - Operationen an peripheren Gefäßen in Zusammenhang mit herzchirurgischen Eingriffen, z. B. Rekonstruktionen peripherer Gefäße nach Einsatz von Kreislaufassistenzsystemen und/oder der extrakorporalen Zirkulation, Entnahme von Bypassconduits, Thrombektomien
- Strahlenschutz

Die Inhalte der Musterweiterbildungsordnung sind allerdings nur eine Empfehlung für die rechtsverbindlichen Weiterbildungsordnungen der Landesärztekammern, die hiervon abweichende Regelungen treffen können.

## Zusatz-Weiterbildungen
Fachärztinnen und -ärzte für Herzchirurgie haben die Möglichkeit, sich durch Zusatz-Weiterbildung weiter zu qualifizieren. Hierzu gehört insbesondere die Zusatz-Weiterbildung Transplantationsmedizin. Außerdem besteht die Möglichkeit der Qualifizierung in den Zusatz-Weiterbildungen, die Fachärzten der Gebiete der unmittelbaren Patientenversorgung vorbehalten sind.